# Horses in the Sky
Albums de A Silver Mt. Zion
Pretty Little Lightning Paw 13 Blues for Thirteen Moons
Horses in the Sky est le quatrième album du groupe A Silver Mt. Zion sorti en 2005 par le label Constellation Records. Le groupe change pour la quatrième fois de nom en s'appelant "Thee Silver Mt. Zion Memorial Orchestra & Tra-La-La Band", se rapprochant du nom qu'ils avaient sur leur deuxième album, Born into Trouble as the Sparks Fly Upward.

## Titres
1. "God Bless Our Dead Marines" – 11:44
2. "Mountains Made of Steam" – 9:28
3. "Horses in the Sky" – 6:39
4. "Teddy Roosevelt's Guns" – 9:45
5. "Hang on to Each Other" – 6:38
6. "Ring Them Bells (Freedom Has Come and Gone)" – 13:58